# 鳍果豆属
鳍果豆属（学名：Fissicalyx），也称肋果豆属，是豆科的一属。

## 下属物种
本属包括以下物种：
- Fissicalyx fendleri Benth.